# Lambda Octantis
Lambda Octantis (62 Octantis) é uma estrela na direção da constelação de Octans. Possui uma ascensão reta de 21h 50m 54.25s e uma declinação de −82° 43′ 07.8″. Sua magnitude aparente é igual a 5.27. Considerando sua distância de 435 anos-luz em relação à Terra, sua magnitude absoluta é igual a −0.36. Pertence à classe espectral G8/K0III+...